# غونزالو مالدونادو
غونزالو مالدونادو (بالإسبانية: Gonzalo Maldonado) (18 مايو 1994 بليما في بيرو - ) هو مدرب كرة قدم ولاعب كرة قدم بيروفي في مركز الهجوم. لعب مع الجامعي دي بيرو.

## وصلات خارجية
- غونزالو مالدونادو على موقع قاعدة بيانات كرة القدم.إي يو (الإنجليزية)
- غونزالو مالدونادو على موقع Soccerway.com (الإنجليزية)